# Asota murina
Asota murina là một loài bướm đêm trong họ Erebidae.